# Sven Ulreich
Sven Ulreich (* 3. August 1988 in Schorndorf) ist ein deutscher Fußballtorwart. Nach insgesamt 17 Jahren beim VfB Stuttgart, fünf Jahren beim FC Bayern München und einem Jahr beim Hamburger SV spielt er seit Sommer 2021 erneut beim FC Bayern München.

## Karriere

### Jugendzeit
Ulreich begann im Alter von fünf Jahren beim TSV Lichtenwald in der gleichnamigen Gemeinde im Landkreis Esslingen mit dem Fußballspielen. Über den TSV Schornbach, einem Stadtteil-Verein in seinem Geburtsort, gelangte er 1998 in die Jugendabteilung des VfB Stuttgart, nachdem er an einem Sichtungstag des Vereins entdeckt worden war.
2005 gewann er als Teil der Mannschaft die deutsche A-Jugendmeisterschaft. Eine sich in der Saison 2005/06 zugezogene schwere Schulterverletzung gefährdete zeitweise die Fortsetzung seiner Karriere und hielt ihn ein Jahr lang vom Spielbetrieb fern. Nachdem er 22 von 23 Spielen für die A-Jugendmannschaft bestritten hatte, debütierte er am 3. März 2007 für die zweite Mannschaft in der Regionalliga Süd beim torlosen Unentschieden im Heimspiel gegen den SV Wehen Wiesbaden. Es folgten neun, in der Folgesaison 19 Regionalligaspiele.

### VfB Stuttgart

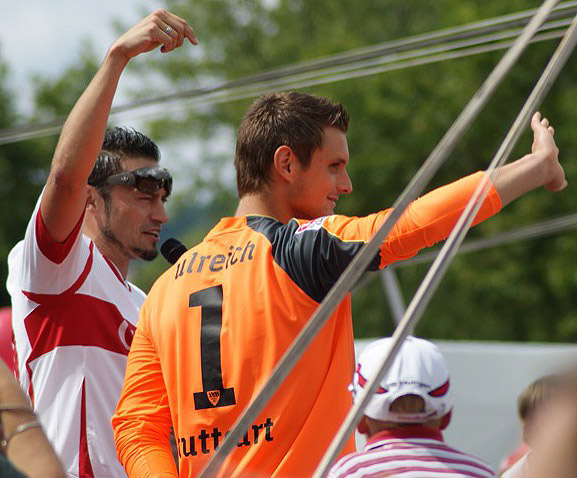
Sven Ulreich bei der VfB-Saisoneröffnung 2010

Nach guten Leistungen in der Regionalligamannschaft rückte Ulreich im Januar 2008 als Nachfolger für den zum SC Freiburg gewechselten Michael Langer in die Profimannschaft unter Cheftrainer Armin Veh auf und erhielt einen bis 30. Juni 2011 gültigen Lizenzspielervertrag. Sein Bundesligadebüt gab er am 9. Februar 2008 bei der 1:3-Niederlage im Heimspiel gegen Hertha BSC; es folgten zehn weitere Einsätze (neun davon in Folge) bis Ende der Saison. In der Folgesaison bestritt er 36 von 38 Spielen ausschließlich für die zweite Mannschaft in der neugeschaffenen 3. Liga. Er blieb dritter Torhüter der Profimannschaft hinter Jens Lehmann und Alexander Stolz. In der Saison 2009/10 bestritt er acht Drittligaspiele und vier Bundesligaspiele, verlängerte am 6. April 2010 seinen Vertrag mit dem VfB Stuttgart vorzeitig bis Ende Juni 2013, ehe er ab der Saison 2010/11 Jens Lehmann, der seine Karriere in der abgelaufenen Saison 2009/10 beendet hatte, als Stammtorhüter nachfolgte. Ulreich verpasste in den drei Spielzeiten bis 2013 keines der 102 Bundesligaspiele und kam in dieser Zeit 17-mal in Spielen der Europa League zum Einsatz. Sein Debüt auf internationaler Vereinsebene gab er am 16. September 2010 beim 3:0-Sieg im Gruppenspiel gegen Young Boys Bern in der Stuttgarter Mercedes-Benz-Arena. Seine guten Leistungen hielten weiter an, sodass er in der Winterpause 2011/12 nach 17 absolvierten Spielen sowohl die Notenrangliste des Kicker-Sportmagazins, als auch die Notenrangliste der Sportwebsite sportal.de als notenbester Bundesliga-Torhüter anführte. Im Januar 2012 verlängerte er seinen Vertrag mit dem VfB Stuttgart bis zum 30. Juni 2017.
In der Saison 2014/15 bestritt er 28 Erstligaspiele; vom 6. bis 11. Spieltag setzte Trainer Huub Stevens auf Thorsten Kirschbaum, bis dieser verletzungsbedingt ausfiel.

### FC Bayern München

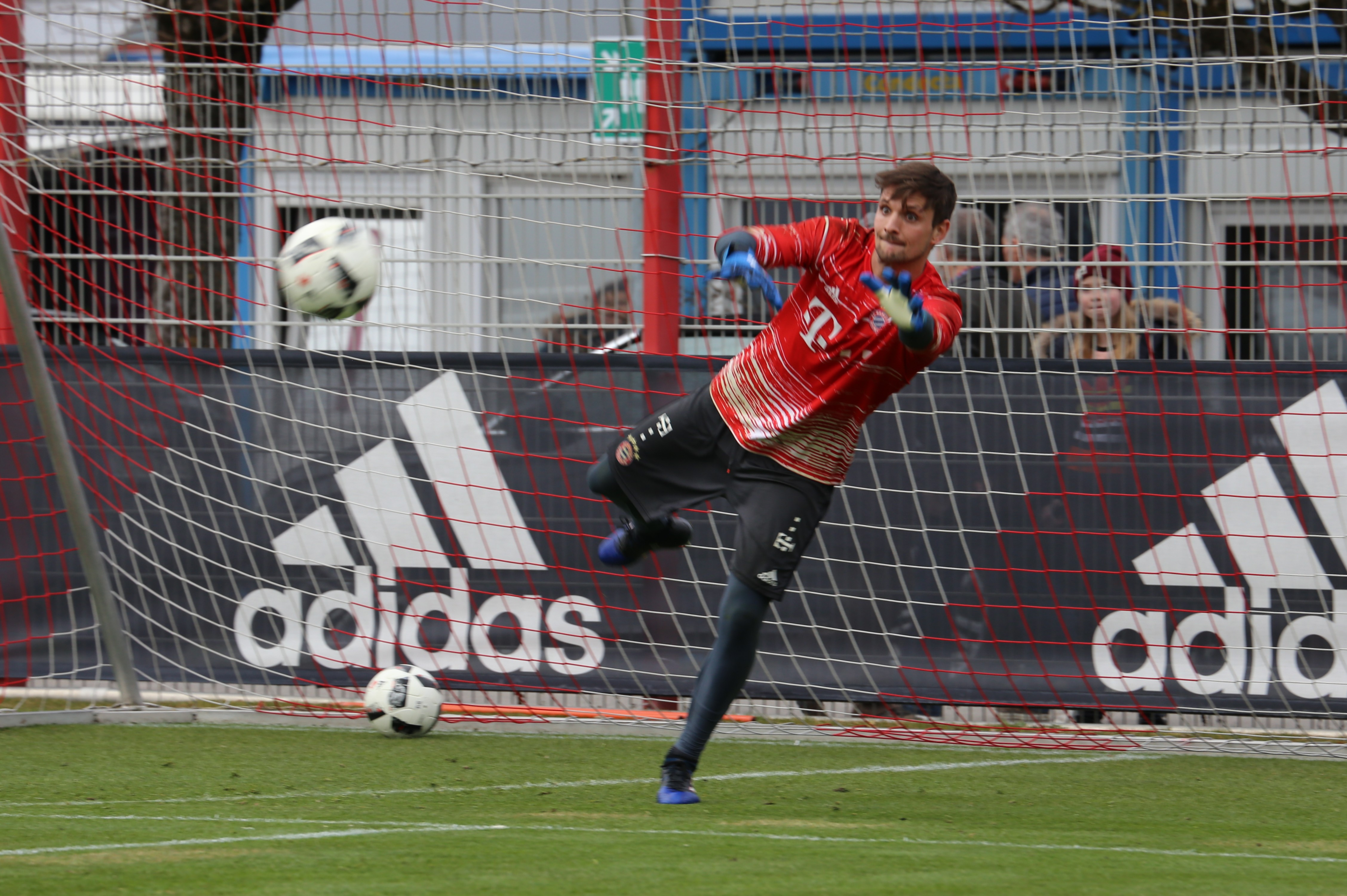
Ulreich beim Training (2017)

Zur Saison 2015/16 verpflichtete ihn der FC Bayern München, bei dem er einen bis zum 30. Juni 2018 datierten Vertrag erhielt. Er war von vornherein als Ersatz für Stammtorwart Manuel Neuer vorgesehen und folgte in dieser Rolle dem Spanier Pepe Reina, der nach einem Jahr mit nur wenigen Einsätzen wieder zur SSC Neapel zurückgekehrt war. Sein Pflichtspieldebüt für den FC Bayern München bestritt Ulreich am 9. August 2015 beim 3:1-Sieg im Karlsruher Wildparkstadion gegen den fünftklassigen Oberligisten FC Nöttingen im Erstrundenspiel um den DFB-Pokal. Am 9. Dezember 2015 absolvierte er beim 2:0-Auswärtssieg im letzten Vorrundenspiel bei Dinamo Zagreb sein erstes Spiel in der UEFA Champions League. Sein Bundesligadebüt für den FC Bayern München gab er am 14. Mai 2016, als er am letzten Spieltag beim 3:1-Heimsieg gegen Hannover 96 in der 51. Minute für Manuel Neuer eingewechselt wurde. In seiner ersten Saison gewann er mit der deutschen Meisterschaft und dem DFB-Pokal das Double. Am 1. April 2017 gab er beim 6:0-Sieg über den FC Augsburg als Ersatz für den verletzten Neuer sein Bundesliga-Startelfdebüt für den FC Bayern. Es folgten vier weitere Ligaeinsätze, ehe sich Ulreich selbst verletzte und Tom Starke als dritter Torwart kurz vor seinem geplanten Karriereende unverhofft im Bayern-Tor gefordert war. Auch in dieser Bundesliga-Saison wurde Ulreich mit dem FC Bayern München deutscher Meister.
Im ersten Pflichtspiel der neuen Saison, dem Spiel in Dortmund um den Supercup gegen den Pokalsieger Borussia Dortmund, stand der wiedergenesene Ulreich im Tor. Im Elfmeterschießen hielt er zwei Elfmeter, darunter den entscheidenden von Marc Bartra, und gewann mit der Mannschaft den Titel. Ab dem zweiten Bundesliga-Spieltag stand Neuer dann wieder im Tor, verletzte sich jedoch wenige Wochen später erneut und fiel für den Rest der Saison aus, in der Ulreich alle Spiele bestritt und sich dabei mehrfach auszeichnen konnte.
Auch in der Folgesaison 2018/19 vertrat der Schwabe im Saisonendspurt den erneut verletzten Neuer. Insgesamt stand er in zwölf Pflichtspielen zwischen den Pfosten und gewann am Saisonende mit der Mannschaft das Double. In der Saison 2019/20 errang Ulreich mit der Mannschaft seine 5. Deutsche Meisterschaft. Durch den Pokalsieg und den Gewinn der UEFA Champions League gewann er mit ihr somit 2020 das Triple. Im September 2020 folgten der Gewinn des internationalen sowie des nationalen Supercups. Sein Vertrag beim FC Bayern München lief bis zum 30. Juni 2021.

### Hamburger SV
Nachdem der FC Bayern München im Sommer 2020 unter großem öffentlichen Interesse mit Alexander Nübel einen weiteren Torhüter verpflichtet hatte, kam es zu Diskussionen, wer künftig hinter Manuel Neuer die „Nummer 2“ sein würde. Daher wechselte Ulreich Anfang Oktober 2020 kurz vor dem Ende der Transferperiode in die 2. Bundesliga zum Hamburger SV, bei dem er einen Vertrag bis zum 30. Juni 2023 unterschrieb. Dort verdrängte der 32-Jährige unter dem Cheftrainer Daniel Thioune auf Anhieb den bisherigen Stammtorhüter Daniel Heuer Fernandes. Ulreich kam fortan in allen 32 Ligaspielen zum Einsatz. Dabei war er nicht immer der erhoffte Rückhalt und erhielt vom Kicker nach einigen Patzern bei einem Spiel die Note 6 sowie 2-mal eine 5. Mit einer Durchschnittsnote von 3,34 bewertete ihn das Fachmagazin sogar als schwächsten Torwart der Zweitligasaison. Der HSV belegte zum dritten Mal in Folge den 4. Platz und verpasste damit erneut den Wiederaufstieg. Nach dem Saisonende einigte sich Ulreich mit dem Verein „nach einer offenen Analyse der abgelaufenen Spielzeit“ auf eine Vertragsauflösung.

### Rückkehr nach München
Zur Saison 2021/22 kehrte Ulreich als Ersatz von Manuel Neuer zum FC Bayern München zurück. Gleichzeitig wurde Alexander Nübel für zwei Jahre an die AS Monaco verliehen. So stand er direkt in der ersten Pokalrunde gegen den Bremer SV im Tor, musste jedoch anschließend wegen einer Knieverletzung drei Monate pausieren. Im Dezember 2021 kehrte er zurück in den Kader. Im Januar 2022 gab er beim Rückrundenauftakt gegen Borussia Mönchengladbach sein Comeback in der Bundesliga, als er den mit SARS-CoV-2 infizierten Neuer vertrat. Ulreich kam in der Folge noch zu fünf weiteren Bundesligaeinsätzen sowie einem Champions-League-Spiel. Am Saisonende gewann er seine sechste deutsche Meisterschaft.
Sein Vertrag beim FC Bayern lief bis 30. Juni 2025. Ende Juli 2025 gab der FC Bayern eine Verlängerung bis Sommer 2026 bekannt.

### Nationalmannschaft

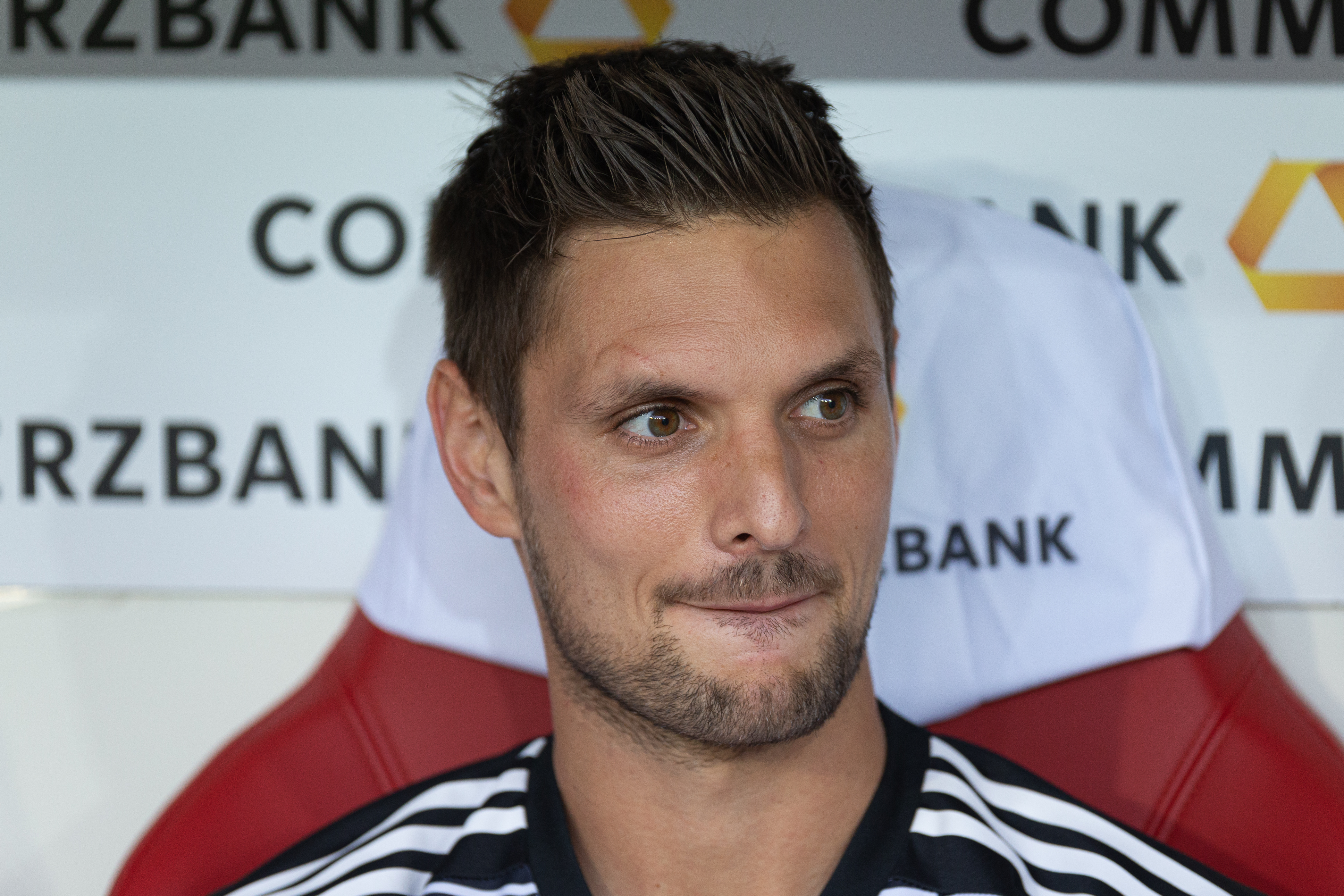
Sven Ulreich auf der Bank der A-Nationalmannschaft (2019)

Sein Debüt im Nationaltrikot gab Ulreich am 26. August 2003 in Weil am Rhein beim 5:0-Sieg der U16-Nationalmannschaft gegen die Auswahl der Schweiz. Sein zweites Länderspiel in dieser Altersklasse wurde am 24. März 2004 in Hyères mit 2:4 gegen die Auswahl Frankreichs verloren.
Für die U19-Nationalmannschaft bestritt er 2007 drei Länderspiele (alle ohne Gegentor); erstmals am 21. März beim 2:0-Sieg in Bad Ems gegen die Auswahl Georgiens, letztmals am 7. April beim 3:0-Sieg in Póvoa de Varzim gegen die Auswahl Portugals. Dennoch fand er für die vom 16. bis zum 27. Juli 2007 in Österreich ausgetragenen Europameisterschaft – im Gegensatz zu Martin Männel und Ralf Fährmann – keine Berücksichtigung.
Am 12. August 2009 debütierte er in der U21-Nationalmannschaft, die in Kiew – im Rahmen des Turniers um den Lobanovskiy-Pokal – mit 1:0 gegen die Auswahl des Iran gewann. Seine Premiere in dieser Altersklasse endete bereits in der 44. Minute mit dem Platzverweis nach einer Notbremse. In den folgenden Monaten kam er zu zwei weiteren Einsätzen für die U21, meist wurde ihm jedoch Tobias Sippel vorgezogen.
Nachdem Ulreich in der Saison 2017/18 als Stammtorhüter beim FC Bayern gute Leistungen gezeigt hatte, äußerte Bundestrainer Joachim Löw, dass Ulreich im Blickfeld der Nationalmannschaft stehe. Für die am 8. und 11. Juni 2019 anstehenden Qualifikationsspiele für die Europameisterschaft 2021 gegen die Nationalmannschaften aus Belarus und Estlands wurde er dann aufgrund einer anhaltenden Daumenverletzung von Bernd Leno erstmals für die A-Nationalmannschaft nominiert, kam aber nicht zum Einsatz.

## Titel
International
- Champions-League-Sieger: 2020 (ohne Einsatz)
- UEFA-Super-Cup-Sieger: 2020 (ohne Einsatz)

National
- Deutscher Meister (8): 2016, 2017, 2018, 2019, 2020, 2022, 2023, 2025
- Deutscher Pokalsieger (2): 2016, 2019
- Deutscher Supercupsieger: 2017
- Deutscher A-Junioren-Meister: 2005
- Meister der A-Junioren-Bundesliga Süd/Südwest: 2005

## Auszeichnungen
- Kicker-Torhüter des Jahres: 2018
- Mitglied der VDV 11: 2017/18
- „Goldener Handschuh“ 2011/12 des Internet-Portals torwart.de[29]

## Sonstiges
Im September 2017 schloss Ulreich erfolgreich ein Fernstudium zum zertifizierten Sportmanager ab.
Er unterstützt die Spendenaktion We Kick Corona seiner Teamkollegen Leon Goretzka und Joshua Kimmich während der Corona-Pandemie.
Am 1. August 2025 gab Ulreich bekannt, dass sein Sohn bereits Wochen zuvor im Alter von sechs Jahren nach langer und schwerer Krankheit verstorben sei.